# Disphragis albovirens
Disphragis albovirens is een vlinder uit de familie van de tandvlinders (Notodontidae). De wetenschappelijke naam van de soort is, als Heterocampa albovirens, voor het eerst geldig gepubliceerd in 1908 door Paul Dognin.

## Type
- syntypes: "males"
- instituut: USNM Smithsonian Institution, Washington, U.S.A.
- typelocatie: "Peru, South West Peru, Carabaya"